# قانون سايكس
قانون سايكس تم سنه قانون في الولايات المتحدة في 15 سبتمبر 1960. وينص على التعاون من قبل وزارة الداخلية ووزارة الدفاع مع وكالات الدولة في تخطيط وتطوير وصيانة موارد الأسماك والحياة البرية في المحميات العسكرية في جميع أنحاء الولايات المتحدة.
قانون سايكس هو «قانون لتعزيز التخطيط الفعال، التطوير، الصيانة والتنسيق للحياة البرية والأسماك والمحافظة على الطرائد وإعادة تأهيلها في المحميات العسكرية». بعبارة أخرى تحاول ضمان حماية وتعزيز الأسماك والحياة البرية والموارد الطبيعية الأخرى الموجودة على الأراضي العسكرية في الولايات المتحدة والتي ترتبط بها. تمت كتابة القانون بحيث يتم الترويج لأنشطة الحفظ مع السماح للأراضي العسكرية بالاستمرار في تلبية احتياجات العمليات العسكرية.
يتطلب القانون أن يتم تطوير أهداف الحفظ بشكل تعاوني وتسجيلها في وثيقة تخطيط تسمى خطة إدارة الموارد الطبيعية المتكاملة. قادة التثبيت مسؤولون عن ضمان اكتمال خطة إدارة الموارد الطبيعية المتكاملة لتركيبها وبالتعاون مع وكالات الأسماك والحياة البرية على مستوى الولاية والفيدرالية. إن خطة إدارة الموارد الطبيعية المتكاملة صالحة فقط لمدة خمس سنوات. قبل انتهاء فترة الخمس سنوات يجب مراجعتها من قبل مصلحة الأسماك والحياة البرية الأمريكية والوكالات الحكومية ذات الصلة والمنشأة العسكرية. إذا لزم الأمر يتم تحديث خطة إدارة الموارد الطبيعية المتكاملة من خلال التثبيت بالتعاون مع مصلحة الأسماك والحياة البرية الأمريكية والوكالات الحكومية.
يعد الحفظ التعاوني حكمًا مهمًا في القانون بصيغته المعدلة حاليًا. يوفر برامج ومنشآت الخدمة العسكرية القدرة على الدخول في شراكات مع وكالات الولاية ووزارة الداخلية (خاصة خدمة الأسماك والحياة البرية الأمريكية) التي تعزز الحفاظ على الموارد الطبيعية على الأراضي العسكرية.